# De Leeuw van Vlaanderen (strip)
De Leeuw van Vlaanderen is een stripalbum dat voor het eerst is uitgegeven in 1952 met Bob De Moor als schrijver en tekenaar. Dit album werd uitgegeven door Standaard Uitgeverij. Het verhaal is gebaseerd op het gelijknamige boek van Hendrik Conscience.
Nog voor dit verhaal verscheen als stripalbum, werd deze al gepubliceerd in het Nederlandstalige weekblad Kuifje in 1949.